# Банк Кигали
Банк Кигали (руанда Banki ya Kigali, фр. и англ. Bank of Kigali) — коммерческий банк в Руанде, лицензированый Национальным банком Руанды.

## История
Банк был зарегистрирован в Руанде 22 декабря 1966 года. Первоначально был основан как совместное предприятие правительства Руанды и Бельгийского Банка, каждому из которых принадлежало по 50 процентов акционерного капитала. В 1967 году Банк начал свою деятельность со своего первого филиала в Кигали.
Бельгийский банк был дочерней компанией Fortis Group. В 2005 году Fortis Group и Бельгийский Банк ушли из Африки, а в 2007 году правительство Руанды выкупило оставшуюся долю у Бельгии, тем самым Руанда стала полным владельцем банка. В 2011 году Банк сменил свое название в соответствии с новым законом, касающимся компаний, с  «Банк Кигали С.А.» на «Банк Кигали Лимитед».
21 июня 2011 года Консультативный совет по рынку капитала Руанды одобрил планы банка разместить 45 процентов своих акций на Руандийской фондовой бирже (РФБ), став второй отечественной компанией, разместившей листинг на РФБ в рамках первичного публичного размещения акций на сумму 62,5 миллиона долларов США. Торги акциями банка начались 30 июня 2011 года.
В декабре 2012 года в сообщениях региональных СМИ указывалось, что банк находится в процессе экспансии в соседнюю Уганду. В феврале 2013 года банк получил разрешение регулирующих органов на открытие офиса в Кении. Согласно исследованию FinScope о доступе к финансам в Руанде, из 4 миллионов взрослых руандийцев, имеющих доступ к официальным финансовым услугам, только 1,5 миллиона взрослых, или 26 процентов от общего числа, пользуются банками, при этом лишь немногим более 60 600 взрослых из 1,5 миллионов полагаются исключительно на банки.
24 мая 2022 года подписали контракт шестилетний контракт с Kigali Arena, после чего название было изменено на BK Arena. Сумма составила 7 миллиардов RF.

BK Arena

## Филиальная сеть
По состоянию на декабрь 2018 года банк обслуживал 79 сетевых отделений, почти 100 банкоматов, более 1427 банковских агентов, шесть инкассаторских автомобилей и насчитывал более 1200 сотрудников.

## Управление
Банк контролируется советом директоров во главе с председателем правления, должность, которую в настоящее время занимает Марк Хольцман. Повседневной деятельностью банка управляет исполнительная управленческая команда из шести человек во главе с главным исполнительным директором, Дайаной Карусиси.